# Gare de Halipuszta
La gare de Halipuszta (en hongrois : Halipuszta vasútállomás) est une halte ferroviaire hongroise, située à Felpéc.